# Pyrenographa
Pyrenographa is een geslacht van schimmels uit de familie Pyrenulaceae. De typesoort is Pyrenographa xylographoides.

## Soorten
Volgens Index Fungorum telt het geslacht drie soorten (peildatum april 2022):
| Soortnaam                   | Auteur(s)                                         | Publicatiejaar |
| --------------------------- | ------------------------------------------------- | -------------- |
| Pyrenographa irregularis    | (Wehm.) R.C. Harris                               | 1995           |
| Pyrenographa wellingtoniae  | (Cooke & Harkn.) You Z. Wang, Aptroot & K.D. Hyde | 2004           |
| Pyrenographa xylographoides | Aptroot                                           | 1991           |